# بنطال مزموم
البنطال المزموم هو بنطال رياضي مزموم تحت الركبة.